# Appeville-Annebault
Appeville-Annebault település Franciaországban, Eure megyében. Lakosainak száma 996 fő (2022. január 1.). Appeville-Annebault Brestot, Cauverville-en-Roumois, Colletot, Condé-sur-Risle, Corneville-sur-Risle, Illeville-sur-Montfort és Montfort-sur-Risle községekkel határos.

## Népesség
A település népességének változása:
| Lakosok száma | 643  | 723  | 779  | 867  | 961  | 1017 | 1013 | 992  | 989  | 996  |
|               | 1968 | 1982 | 1990 | 2006 | 2013 | 2015 | 2017 | 2019 | 2020 | 2022 |